# Musée hospitalier

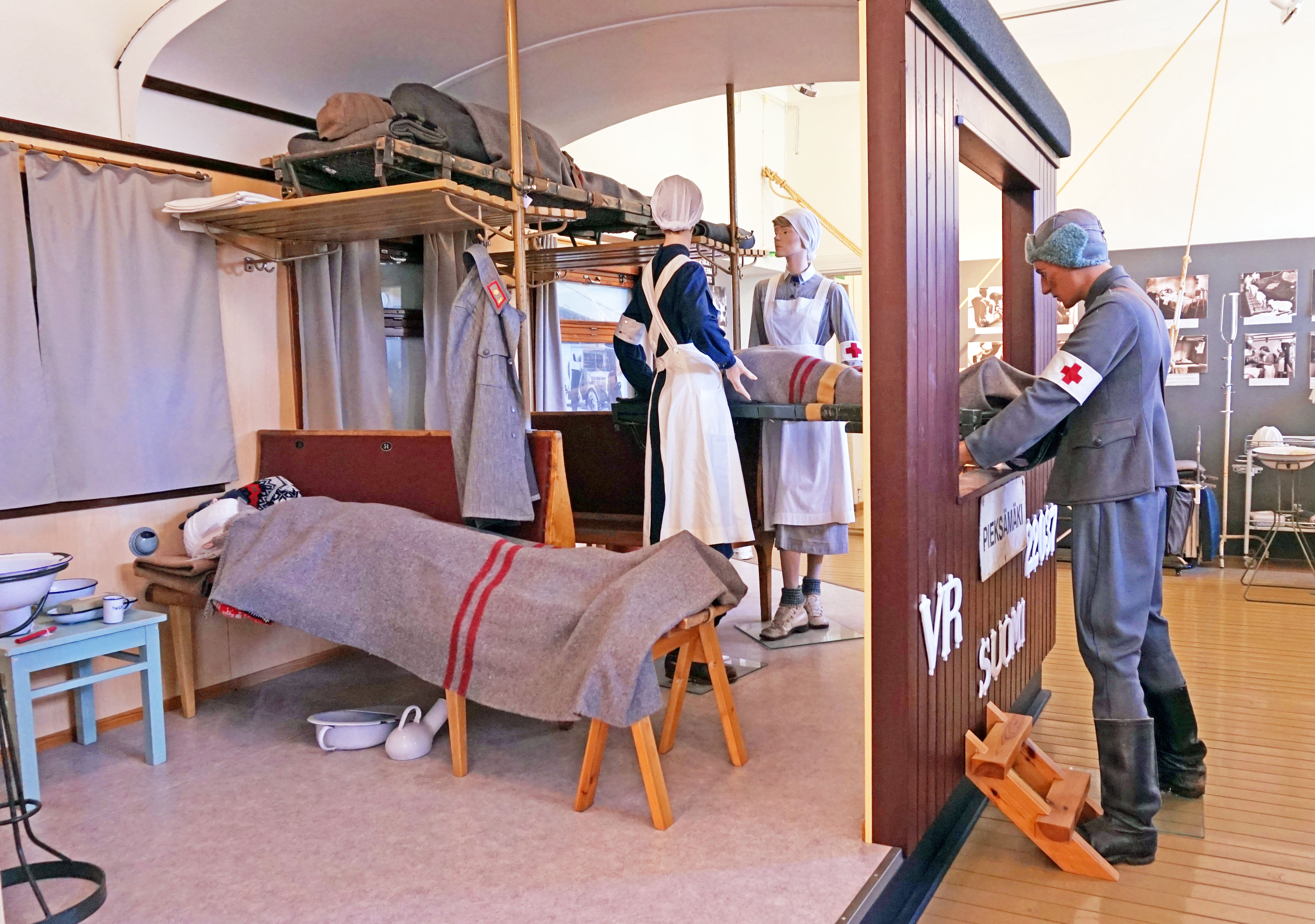
Reconstitution d'une salle d'hôpital militaire au Musée de Médecine Militaire de Lahti en Finlande.

Un musée hospitalier est le plus souvent un ancien hôpital transformé en musée, souvent un musée d'histoire de la médecine.

## Associations de sauvegarde du patrimoine hospitalier et médical
- Conservatoire du patrimoine médical, Marseille (Bouches-du-Rhône)
- Conservatoire du patrimoine hospitalier, Rennes[1] (Ille-et-Vilaine)
- Association d’histoire des hôpitaux et du patrimoine santé de Nantes[2] (AHHPSN), Nantes, (Loire-Atlantique)
- Association des Amis du Musée de la Faculté de Médecine de Nancy[3] (AAMFMN), Nancy, (Meurthe-et-Moselle)
- Association du Musée hospitalier régional, Lille (Nord)[4]
- Association Abigaïl Mathieu, Chalon-sur-Saône (Saône-et-Loire)[5]
- Association des Amis du musée de l'AP-HP (ADAMAP) (Paris)

## Ressources, documentation sur le patrimoine hospitalier et médical
Plusieurs études et colloques ont eu lieu sur ces sujets. Ressources documentaires et actualités sont rassemblées ci-dessous:

### Études
- Patrimoine hospitalier à travers l’Europe : un dilemme entre restructuration ou désaffectation, revue des patrimoines
- Valorisation du patrimoine hospitalier (PDF)
- Pour un renouveau de la muséographie hospitalière. Réflexions de Jacques Poisat sur un domaine muséal peu connu. Réflexions de Jacques Poisat sur un domaine muséal peu connu.
- Du passé au futur, les nouveaux enjeux du patrimoine hospitalier, Jacques Poisat, 1997, lettre de l'OCIM

### Colloques
- 14 avril 2016, Rencontres du patrimoine hospitalier : « L’explosion technologique : un défi pour la sauvegarde du patrimoine hospitalier. Comment les collections muséales témoignent – elles des avancées technologiques médicales ?»

### Ressources sur le patrimoine de santé
- Collections en ligne du musée de l'AP-HP
- Base de données en ligne des Archives de l'AP-HP
- Historiens de la santé, Alexandre Klein, réseau de recherche en histoire de la santé
- Patrimoine hospitalier
- Société française d'Histoire des hôpitaux
- Mission nationale de sauvegarde du patrimoine scientifique et technique contemporain (PATSTEC)
- Pôle ressources du patrimoine Hospitalier et Médical du Nord
- Rémut (Réseau des musées et collections techniques)